# Észak-koreai von
Az észak-koreai von (hangul: 조선민주주의인민공화국 원, Csoszon Mindzsudzsui Inmin Konghvaguk von, handzsa: 朝鮮民主主義人民共和國 圓, RR: Chosŏn Minjujuŭi Inmin Konghwaguk wŏn) Észak-Korea hivatalos pénzneme 1947 óta; a Koreai Népi Demokratikus Köztársaság Központi Bankja bocsátja ki. Köznyelvben az észak-koreaiak hazai pénz (조국 돈; csoguk ton (choguk don)) néven hívják.
Váltópénze: a cson (chŏn); 1 von (wŏn) = 100 cson (chŏn).
Nem konvertibilis, csak belföldön használatos.

## Története
A von 1947 decemberben vált az ország hivatalos fizetőeszközévé. Ekkor a koreai jent váltotta fel, amely akkor még mindig forgalomban volt.
Az észak-koreai vont csak Észak-Korea állampolgárai használhatták. A Kereskedelmi Bank (Mujok Unheng (무역은행, Muyeok Eunhaeng)) a látogatók számára külön valutát (vagy külföldi fizetőeszközre szóló ígérvényt) hozott forgalomba. Ebben is hasonlít a többi szocialista államra. Azonban ebből több fajta volt forgalomban. A szocialista országokból érkezőké vörös, a többi, úgynevezett kapitalista államból érkezőknek szánt pedig kék/zöld volt. Manapság sokkal inkább kedvelik azt, mikor a külföldi vendég kemény valutával, például euróval fizet.

### A dollárhoz történő rögzítés megszüntetése
2001-ben Észak-Korea a jelképes 1 dollár egyenértékű 2,16 vonnal árfolyamot állapította meg. (Ennek alapja állítólag Kim Dzsongil február 16-i születésnapja.) A bankok ennek ellenére a feketepiaci árfolyamhoz sokkal közelebbi értéken váltják a valutát. Egy frissebb hivatalos árfolyam szerint 1 dollár értéke 142,45 von. Azonban annyira jelentős Észak-Koreában az infláció mértéke, hogy többek szerint a fizetőeszköz értéke lassan megegyezik a dél-koreai vonéval. Észak-koreai menekültek jelentései szerint a pénz feketepiaci értékén 2009. június 1-jén kínai jüanért 570 vont kellett fizetni. Mindenesetre az amerikai dollár és más fizetőeszközök sokkal többet érnek a feketepiacon, mint hivatalosan. Figyelembe kell venni a kiadási dátumokat is az érték pontos meghatározásához.

### 2009-es átértékelés
2009 novemberben átértékelték a vont. Az észak-koreaiak hét napot kaptak arra, hogy a legfeljebb 100 000 von értékben 1000 von névértékű bankjegyeiket 10 von névértékű bankjegyekre cseréljék ki. Később ezt a határt készpénz esetében 150 000, míg bankbetétek esetén 300 000 vonra emelték. A magánpiac működőképességének lerontása érdekében tett lépésnek tekintik ezt a legtöbben, mivel lényegében megsemmisítette az észak-koreaiak megtakarításait. A The Times feltételezése szerint az ároldali inflációs nyomás letörése és a feketepiacon kereskedő pénzváltók gazdagságának megsemmisítése állt. A közleményt a külképviseletekkel tudatták, de nem hangzott el az észak-koreai állami médiában. Az információt később közzétették egy olyan hálózaton, mely csak belföldön fogható.
2009. december 4-én nyilatkozott a Nemzeti Bank illetékese, aki kijelentette, hogy azért értékelték újra a vont, hogy ezzel megfékezzék az országban a magas inflációt és helyreállítsák a gazdaságot.
A folyamat részeként a régi vont november 30-án kivonták a forgalomból, és az új sorozatot csak december 7-én bocsátották ki. Ez azt jelenti, hogy az észak-koreaiak addig semmilyen jószágot és szolgáltatást nem tudtak pénzért szerezni. Ezen időszak alatt a legtöbb bolt, étterem és tömegközlekedési szolgáltatás elérhetetlen volt. Csak azok az üzletek maradtak nyitva, mely a politikai vezető réteget és a külföldi turistákat szolgálták ki. Itt csak valutával lehetett fizetni. Az intézkedések eredményeképp olyan érzés alakult ki az észak-koreai hivatalnokokban, melyek szerint polgári engedetlenség indulhatott meg az országban. Azonban a jelentések szerint emiatt egy idősebb házaspár öngyilkosságot kísérelt meg. A kínai Xinhua hírügynökség szerint Észak-Koreában teljes pánik volt. Minden katonai támaszponton készültségben álltak, és egyes meg nem erősített hírek szerint utcai tüntetések is voltak, melynek eredményeképp megengedték a lakosoknak, hogy nagyobb összegű pénzt válthassanak be.
2010 januárjában a valutareformot kivitelező pártfunkcionáriust, Pak Namgi (박남기, Pak Nam-gi-)t menesztették, mert zavargások törtek ki az országban, egekbe szöktek az árak. Ugyanazon év márciusában az újságok arról számoltak be, hogy ki is végezték őt.

## Érmék
2009-ben bevezetett érmék: 1, 5, 10, 50 cson és 1 von.

## Bankjegyek

### 1992–2009
| érték | méret       | szín           | leírás                              | leírás                             | leírás            | kibocsátás dátuma |
| érték | méret       | szín           | előlap                              | hátlap                             | vízjel            | kibocsátás dátuma |
| ----- | ----------- | -------------- | ----------------------------------- | ---------------------------------- | ----------------- | ----------------- |
| 1     | 116 × 55 mm | zöld           | fiatal nő virággal                  | Gyémánt-hegység hegycsúcsa         | Cshollima-szobor  | 1992              |
| 5     | 126 × 60 mm | kék            | diákok földgömbbel                  | Nagy Népi Tanulás Palotája         | Cshollima-szobor  | 1992, 1998        |
| 10    | 136 × 65 mm | barnás narancs | gyári munkások, Cshollima-szobor    | kapuk                              | Cshollima-szobor  | 1992, 1998        |
| 50    | 146 × 70 mm | narancs        | fiatal szakmunkások, Dzsucse-torony | vidék                              | Dzsucse-torony    | 1992              |
| 100   | 156 × 75 mm | vörös és barna | Kim Ir Szen                         | Kim Ir Szen szülőhelye, Mangjongde | Phenjani diadalív | 1992              |
| 200   | 140 × 72 mm | kék és zöld    | virágok                             | érték                              | Cshollima-szobor  | 2005              |
| 500   | 156 × 75 mm | sötétzöld      | Kumszuszan Emlékhely                | függőhíd                           | Phenjani diadalív | 1998              |
| 1000  | 156 × 75 mm | zöld-ciánkék   | Kim Ir Szen                         | Kim Ir Szen szülőhelye, Mangjongde | Phenjani diadalív | 2002              |
| 5000  | 156 × 75 mm | ibolya         | Kim Ir Szen                         | Kim Ir Szen szülőhelye, Mangjongde | Phenjani diadalív | 2002              |

### 2009-es sorozat
| érték     | méret       | szín       | leírás                                                                                          | leírás                                    | kibocsátás dátuma  |
| érték     | méret       | szín       | előlap                                                                                          | hátlap                                    | kibocsátás dátuma  |
| --------- | ----------- | ---------- | ----------------------------------------------------------------------------------------------- | ----------------------------------------- | ------------------ |
| 5 von     | 145 x 65 mm | kék, barna | atom szimbóluma, két férfi                                                                      | vízi erőmű                                | 2009. november 30. |
| 10 von    | 145 x 65 mm | kék, zöld  | pilóta, tengerész, katona                                                                       | katonai emlékmű                           | 2009. november 30. |
| 50 von    | 145 x 65 mm | bíbor      | A dzsucse emlékmű lángja, egy férfi öltönyben, egy másik férfi munkás ruhában és egy nő blúzban | emlékmű                                   | 2009. november 30. |
| 100 von   | 145 x 65 mm | zöld       | Seibold magnolia                                                                                | motívumok                                 | 2009. november 30. |
| 200 von   | 145 x 65 mm | ibolya     | Cshollima emlékmű                                                                               | motívumok                                 | 2009. november 30. |
| 500 von   | 145 x 65 mm | szürke     | diadalív                                                                                        | motívumok                                 | 2009. november 30. |
| 1000 von  | 145 x 65 mm | rózsaszín  | Kim Dzsongszuk (Kim Dzsongil édesanyja) szülőhelye                                              | Szamdzsijon (Samjiyeon)                   | 2009. november 30. |
| 2000 von  | 145 x 65 mm | szürke     | Csongil-hegycsúcs és Kim Dzsongil szülőhelye                                                    | Pekdu-hegység                             | 2009. november 30. |
| 5 000 von | 145 x 65 mm | barna      | Kim Ir Szen szülőhelye                                                                          | Nemzetközi Barátság Együttműködés épülete | 2009. november 30. |

## Emlékbankjegyek
2013-ban a Koreai Munkáspárt megalapításának 70. és Kim Ir Szen születésének 100. évfordulója alkalmából kibocsátottak különleges nyomású 5000 vonos bankjegyeket. Ezek megegyeznek a sima 5000 von értékűekkel, csupán felirataiban térnek el tőle.
2019. április 10-én új 500 vonos emlékbankjegyet bocsátottak ki.

## Fordítás
- Ez a szócikk részben vagy egészben  a   North Korean won című angol Wikipédia-szócikk ezen változatának fordításán alapul.  Az eredeti cikk szerkesztőit annak laptörténete sorolja fel. Ez a jelzés csupán a megfogalmazás eredetét és a szerzői jogokat jelzi, nem szolgál a cikkben szereplő információk forrásmegjelöléseként.